# Чашино-Ільдікан
Ча́шино-Ільдіка́н (рос. Чашино-Ильдикан) — село у складі Нерчинсько-Заводського району Забайкальського краю, Росія. Адміністративний центр та єдиний населений пункт Чашино-Ільдіканського сільського поселення.

## Населення
Населення — 315 осіб (2010; 365 у 2002).
Національний склад (станом на 2002 рік):
- росіяни — 89 %